# Cá ó sao
Cá ó sao, tên khoa học Aetobatus narinari, còn gọi là cá ó đốm, cá đuối, là một loài cá sụn thuộc họ Myliobatidae. Nó có thể được tìm thấy trên toàn cầu ở các vùng nhiệt đới, trong đó có Vịnh Mexico, Hawaii, ngoài khơi bờ biển Tây Phi, Ấn Độ Dương, Châu Đại Dương, và trên cả hai bờ của Mỹ ở độ sâu khoảng 80 mét (262 ft). thường được thấy đi một mình, nhưng đôi khi bơi theo nhóm.